# Rudolph Wichmann

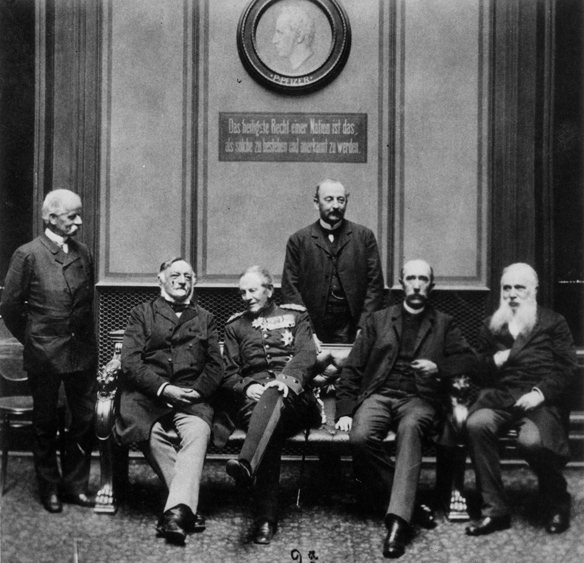
Mitglieder der Reichstagsfraktion der Deutschkonservativen Partei (von links nach rechts): Rudolph Wichmann, Otto von Seydewitz, Helmuth Karl Bernhard von Moltke, Graf Konrad von Kleist-Schmenzin, Otto von Helldorff, Karl Gustav Ackermann.

Rudolph Wichmann (* 19. August 1826 in Berlin; † 3. Januar 1900 in Nahmgeist) war Rittergutsbesitzer und Mitglied des Deutschen Reichstags.

## Leben
Wichmann besuchte das Friedrich-Wilhelms-Gymnasium in Berlin und studierte danach in Berlin, Heidelberg und auf der landwirtschaftlichen Akademie in Möglin. 1852 kaufte er sein Rittergut Nahmgeist bei Reichenbach in Ostpreußen und betrieb dort Landwirtschaft. Er war dort Kreisdeputierter, Mitglied des Kreisausschusses und Amtsvorsteher. Von 1877 bis 1893 war er Mitglied des Deutschen Reichstags für den Reichstagswahlkreis Regierungsbezirk Königsberg 7 und die Deutschkonservative Partei.